# Radnice v Žamberku
Radnice v Žamberku je klasicistní budova situovaná na Masarykově náměstí v Žamberku.

## Historie
Radnice byla vybudována v roce 1810 (v letech 1812–15). Radní v ní sídlí od roku 1814. K radnici je připojena hasičská zbrojnice z roku 1873.
Objekt je památkově chráněn od 3. května 1958.

## Architektura
Jednopatrová budova na obdélném půdorysu má vysokou valbovou střechu, v jejímž středu se zvedá hodinová vížka zakončená cibulí, lucernou a makovicí. Nároží zdobí pilastry. Zajímavým prvkem objektu je pískovcové dvouramenné schodiště s kuželkovou balustrádou, které vede k hlavnímu vchodu. Ten nese na kamenném překladu oválný feston s letopočtem 1812, nad vchodem je umístěn městský znak. Kolem oken jsou profilované šambrány.
Budova hasičské zbrojnice, umístěná vlevo od hlavního objektu, je zajímavá neobarokním průčelím se dvěma vjezdy a volutovým štítem.